# 須古寿し
須古寿し（すこずし）は、押し寿司の一種で、佐賀県杵島郡白石町の須古地区に伝わる郷土料理である。農山漁村の郷土料理百選に選定されている。

## 概要
寿司飯をもろふた（押し寿司用の浅い木箱）に敷き詰めて、小分けに区切りを入れ、ムツゴロウの蒲焼をはじめとする色とりどりの具を盛りつけた寿司である。具には、季節や各家庭によって様々な海や山の幸が用いられる。また、寿司酢にはムツゴロウのかば焼きの骨を漬け込んだ合わせ酢を用いるのも特徴である。近年ではムツゴロウが減少していることから、エビやコノシロで代用する事もある。
須古地区では祭や祝い事には欠かせない料理で、500年以上もの歴史をもつという。もとは、善政を敷いた須古の領主に感謝を込めて献上した料理であったとされる。